# ワプティク連山
ワプティク連山（Waputik Range）とは、北アメリカ大陸のカナディアン・ロッキーの一部を成す山々の総称である。

## 概要

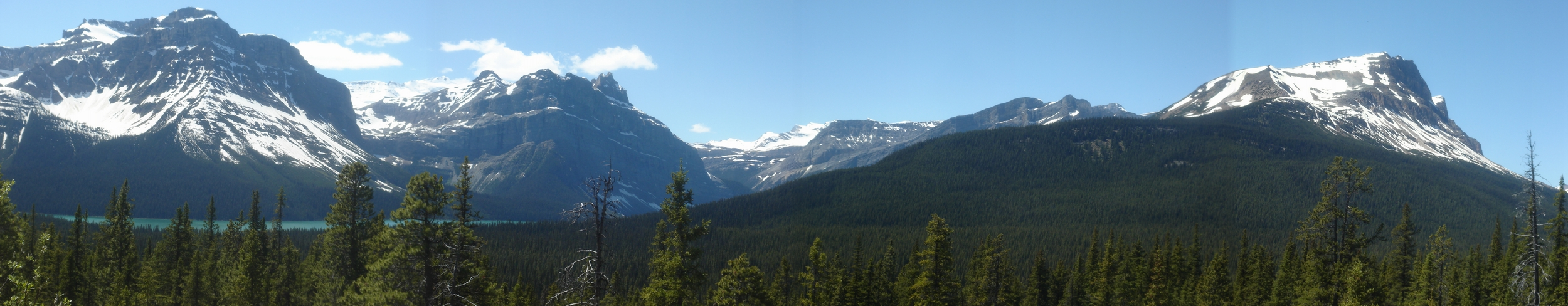
アイスフィールド高速道路から見たワプティク連山。

ワプティク連山は、カナダのアルバータ州とブリティッシュコロンビア州との州境付近に存在する。この「ワプティク」という名称は、ストニー語で「白いヤギ」という意味。また、この連山を「ワプティク連山」と命名したのは、Geological Survey of Canadaに所属していたジョージ・マーサー・ドーソン（George Mercer Dawson）という人物である

。
付近に存在する地形としては、ボウ氷河によって刻まれたと考えられているボウ・バレー（Bow Valley）があり、ワプティク連山は、この谷の上部の西側に位置している。この他、バス川（Bath Creek）の東側、Balfour Creekの南側に、このワプティク連山は位置している。この連山の標高の高い部分には、ワプティク氷原が存在し、ここからは幾つもの氷河が周辺へと流れ出している。なお、ワプティク氷原は北アメリカ大陸の大陸分水界にまたがって存在する氷原である。したがって、このワプティク連山は北アメリカ大陸の大陸分水界の一部を成していると言える。

## 主な山
ワプティク連山には、大統領連山（President Range）が含まれている。このワプティク連山を構成する主な山は以下の通りである。
- ゴードン山（Mount Gordon、3161m）
- パターソン山（Mount Patterson、標高3191m）
- ベイカー山（Mount Baker、標高3180m）
- ポイラス山（Mont des Poilus、標高3166m）
- ワプタ山（Wapta Mountain、標高2782m）
- Mount Balfour（標高3284m）